# Томашево (Бродницький повіт)
Томашево (пол. Tomaszewo) — село в Польщі, у гміні Осек Бродницького повіту Куявсько-Поморського воєводства.
Населення — 129 осіб (2011).
У 1975-1998 роках село належало до Торунського воєводства.

## Демографія
Демографічна структура станом на 31 березня 2011 року:
|          | Загалом | Допрацездатний вік | Працездатний вік | Постпрацездатний вік |
| -------- | ------- | ------------------ | ---------------- | -------------------- |
| Чоловіки | 69      | 15                 | 46               | 8                    |
| Жінки    | 60      | 18                 | 24               | 18                   |
| Разом    | 129     | 33                 | 70               | 26                   |